# Nina Broznić
Nina Broznić (ur. 19 lutego 1991 w Rijece) – chorwacka biegaczka narciarska, olimpijka.
Startowała na igrzyskach olimpijskich w Vancouver. W sprincie indywidualnym kobiet stylem klasycznym zajęła 52. miejsce wśród 54. sklasyfikowanych zawodniczek.

## Osiągnięcia

### Igrzyska olimpijskie
| Miejsce | Dzień     | Rok  | Miejscowość | Konkurencja              | Czas biegu | Strata | Zwyciężczyni  |
| ------- | --------- | ---- | ----------- | ------------------------ | ---------- | ------ | ------------- |
| 52.     | 17 lutego | 2010 | Whistler    | Sprint stylem klasycznym | 3:39,2 min | —      | Marit Bjørgen |

### Mistrzostwa świata
| Miejsce | Dzień     | Rok  | Miejscowość   | Konkurencja              | Czas biegu  | Strata      | Zwyciężczyni  |
| ------- | --------- | ---- | ------------- | ------------------------ | ----------- | ----------- | ------------- |
| 68.     | 24 lutego | 2011 | Oslo          | Sprint stylem dowolnym   | —           | —           | Marit Bjørgen |
| 61.     | 28 lutego | 2011 | Oslo          | 10 km stylem klasycznym  | 27:39,3 min | +7:03,4 min | Marit Bjørgen |
| 56.     | 21 lutego | 2013 | Val di Fiemme | Sprint stylem klasycznym | —           | —           | Marit Bjørgen |

### Mistrzostwa świata juniorów
| Miejsce | Dzień       | Rok  | Miejscowość           | Konkurencja              | Czas biegu  | Strata           | Zwyciężczyni             |
| ------- | ----------- | ---- | --------------------- | ------------------------ | ----------- | ---------------- | ------------------------ |
| 60.     | 23 lutego   | 2008 | Malles Venosta        | Sprint stylem dowolnym   | —           | —                | Laure Barthélémy         |
| 73.     | 25 lutego   | 2008 | Malles Venosta        | 5 km stylem klasycznym   | 14:54,0 min | +3:27,3 min      | Therese Johaug           |
| 58.     | 1 lutego    | 2009 | Praz de Lys – Sommand | Sprint stylem klasycznym | —           | —                | Ingvild Flugstad Østberg |
| 72.     | 5 lutego    | 2009 | Praz de Lys – Sommand | 5 km stylem dowolnym     | 13:44,4 min | +5:16,1 min      | Ingvild Flugstad Østberg |
| 67.     | 27 stycznia | 2010 | Hinterzarten          | 5 km stylem klasycznym   | 13:33,9 min | +2:39,5 min      | Krista Lähteenmäki       |
| DNS.    | 29 stycznia | 2010 | Hinterzarten          | 10 km bieg łączony       | 30:51,0 min | nie wystartowała | Ingvild Flugstad Østberg |
| 73.     | 26 stycznia | 2011 | Otepää                | 5 km stylem dowolnym     | 13:50,6 min | +2:27,4 min      | Ragnhild Haga            |
| 20.     | 28 stycznia | 2011 | Otepää                | Sprint stylem klasycznym | 3:10,8 min  | —                | Lucia Anger              |

### Mistrzostwa świata młodzieżowców (do lat 23)
| Miejsce | Dzień       | Rok  | Miejscowość   | Konkurencja              | Czas biegu  | Strata        | Zwyciężczyni      |
| ------- | ----------- | ---- | ------------- | ------------------------ | ----------- | ------------- | ----------------- |
| 35.     | 21 lutego   | 2012 | Erzurum       | Sprint stylem dowolnym   | —           | —             | Hanna Kolb        |
| DNF.    | 23 lutego   | 2012 | Erzurum       | 10 km stylem klasycznym  | 29:23,2 min | nie ukończyła | Marija Guszczina  |
| 37.     | 22 stycznia | 2013 | Liberec       | Sprint stylem klasycznym | —           | —             | Jelena Sobolewa   |
| 43.     | 29 stycznia | 2014 | Val di Fiemme | Sprint stylem dowolnym   | —           | —             | Elisabeth Schicho |
| 50.     | 30 stycznia | 2014 | Val di Fiemme | 10 km stylem klasycznym  | 29:18,4 min | +5:53,6 min   | Martine Ek Hagen  |

### Uniwersjada
| Miejsce | Dzień      | Rok  | Miejscowość   | Konkurencja                      | Czas biegu   | Strata      | Zwyciężczyni                          |
| ------- | ---------- | ---- | ------------- | -------------------------------- | ------------ | ----------- | ------------------------------------- |
| 58.     | 12 grudnia | 2013 | Val di Fiemme | 10 km bieg łączony               | 29:34,7 min  | +4:36,0 min | Tatiana Ossipowa                      |
| 22.     | 14 grudnia | 2013 | Val di Fiemme | Sprint stylem klasycznym         | —            | —           | Oksana Usatowa                        |
| 22.     | 15 grudnia | 2013 | Val di Fiemme | Sprint drużynowy stylem dowolnym | 17:55,40 min | półfinał    | Rosja II                              |
| 60.     | 17 grudnia | 2013 | Val di Fiemme | 5 km stylem dowolnym             | 13:27,1 min  | +1:33,6 min | Kateryna Hryhorenko Astrid Øyre Slind |

### Olimpijski festiwal młodzieży Europy
| Miejsce | Dzień     | Rok  | Miejscowość     | Konkurencja            | Czas biegu  | Strata      | Zwyciężczyni         |
| ------- | --------- | ---- | --------------- | ---------------------- | ----------- | ----------- | -------------------- |
| 45.     | 17 lutego | 2009 | Wisła-Kubalonka | 5 km stylem klasycznym | 16:46,5 min | +3:32,7 min | Marjaana Pitkänen    |
| 20.     | 19 lutego | 2009 | Wisła-Kubalonka | Sprint stylem dowolnym | —           | —           | Daria Godowaniczenko |

### Puchar Świata

#### Miejsca w klasyfikacji generalnej
| Sezon     | Miejsce           |
| --------- | ----------------- |
| 2010/2011 | niesklasyfikowana |
| 2013/2014 | niesklasyfikowana |

#### Miejsca na podium
Broznić nie stała na podium indywidualnych zawodów Pucharu Świata.

#### Miejsca w poszczególnych konkursach
| Sezon 2010/2011 |                     |                      |                      |                            |                        |                       |                     |                           |                          |                          |                            |                                |                             |                                |                              |                                   |                               |                                  |                        |                     |                       |                      |                         |                      |                      |                          |                        |                        |                      |                            |        |        |        |        |        |        |        |        |        |        |        |        |        |        |        |        |        |        |        |        |        |        |
| Gällivare 20.11 (10 km F) | Ruka 26.11 (SP C)   | Ruka 27.11 (5 klm C) | Ruka 28.11 (10 km F) | Nordic Opening             | Düsseldorf 4.12 (SP F) | Davos 11.12 (10 km C) | Davos 12.12 (SP F)  | La Clusaz 18.12 (15 km F) | Oberhof 31.12 (2,5 km F) | Oberhof 1.01 (10 km C)   | Oberstdorf 2.01 (SP C)     | Oberstdorf 3.01 (2x5 km)       | Tobalch 5.01 (SP F)         | Cortina-Toblach 6.01 (16 km F) | Val di Fiemme 8.01 (10 km C) | Val di Fiemme 9.01 (9 km F)       | TdS                           | Liberec 15.01 (SP F)             | Otepää 22.01 (10 km C) | Otepää 23.01 (SP C) | Rybińsk 4.02 (2x5 km) | Rybińsk 5.02 (SP F)  | Drammen 19.02 (10 km C) | Drammen 20.02 (SP F) | Lahti 12.03 (2x5 km) | Lahti 13.03 (SP C)       | Sztokholm 16.03 (SP C) | Falun 18.03 (2,5 km C) | Falun 19.03 (2x5 km) | Finał Pucharu Świata 20.03 | punkty | punkty | punkty | punkty | punkty | punkty | punkty | punkty | punkty | punkty | punkty | punkty | punkty | punkty | punkty | punkty | punkty | punkty | punkty | punkty | punkty | punkty |
| - | -                   | -                    | -                    | -                          | -                      | -                     | 74                  | -                         | -                        | -                        | -                          | -                              | -                           | -                              | -                            | -                                 | -                             | -                                | -                      | -                   | -                     | -                    | -                       | -                    | -                    | -                        | -                      | -                      | -                    | -                          | 0      | 0      | 0      | 0      | 0      | 0      | 0      | 0      | 0      | 0      | 0      | 0      | 0      | 0      | 0      | 0      | 0      | 0      | 0      | 0      | 0      | 0      |
| Sezon 2013/2014 |                     |                      |                      |                            |                        |                       |                     |                           |                          |                          |                            |                                |                             |                                |                              |                                   |                               |                                  |                        |                     |                       |                      |                         |                      |                      |                          |                        |                        |                      |                            |        |        |        |        |        |        |        |        |        |        |        |        |        |        |        |        |        |        |        |        |        |        |
| Ruka 29.11 (SP C) | Ruka 30.11 (5 km C) | Ruka 1.12 (10 km F)  | RT                   | Lillehammer 7.12 (10 km C) | Davos 14.12 (15 km F)  | Davos 15.12 (SP F)    | Asiago 21.12 (SP C) | Oberhof 28.12 (3 km F)    | Oberhof 29.12 (SP F)     | Lenzerheide 31.12 (SP F) | Lenzerheide 1.01 (10 km C) | Cortina-Toblach 3.01 (15 km F) | Val di Fiemme 4.01 (5 km C) | Val di Fiemme 5.01 (9 km F)    | TdS                          | Nové Město na Moravě 11.01 (SP F) | Szklarska Poręba 18.01 (SP F) | Szklarska Poręba 19.01 (10 km C) | Toblach 1.02 (10 km C) | Toblach 2.02 (SP F) | Lahti 1.03 (SP F)     | Lahti 2.03 (10 km F) | Drammen 5.03 (SP C)     | Oslo 9.03 (30 km C)  | Falun 14.03 (SP C)   | Falun 15.03 (2 × 7,5 km) | FPŚ                    | punkty                 | punkty               | punkty                     | punkty | punkty | punkty | punkty | punkty | punkty | punkty | punkty | punkty | punkty | punkty | punkty | punkty | punkty | punkty | punkty | punkty | punkty | punkty |        |        |        |
| - | -                   | -                    | -                    | -                          | -                      | -                     | -                   | -                         | -                        | -                        | -                          | -                              | -                           | -                              | -                            | -                                 | 45                            | -                                | -                      | 50                  | -                     | -                    | -                       | -                    | -                    | -                        | -                      | 0                      | 0                    | 0                          | 0      | 0      | 0      | 0      | 0      | 0      | 0      | 0      | 0      | 0      | 0      | 0      | 0      | 0      | 0      | 0      | 0      | 0      | 0      |        |        |        |
| 1 2 3 4-10 11-30 31-100 Dyskwalifikacja - – zawodnik nie wystartował DNS – Zawodniczka została zgłoszona do biegu, ale w nim nie wystartowała DNF – Zawodniczka nie ukończyła biegu LPD – Zawodniczka została zdublowana |                     |                      |                      |                            |                        |                       |                     |                           |                          |                          |                            |                                |                             |                                |                              |                                   |                               |                                  |                        |                     |                       |                      |                         |                      |                      |                          |                        |                        |                      |                            |        |        |        |        |        |        |        |        |        |        |        |        |        |        |        |        |        |        |        |        |        |        |